# Bisalpur
Bisalpur é uma cidade e um município no distrito de Pilibhit, no estado indiano de Uttar Pradesh.

## Geografia
Bisalpur está localizada a 28° 18′ N, 79° 48′ L. Tem uma altitude média de 156 metros (511 pés).

## Demografia
Segundo o censo de 2001, Bisalpur tinha uma população de 60,680 habitantes. Os indivíduos do sexo masculino constituem 54% da população e os do sexo feminino 46%. Bisalpur tem uma taxa de literacia de 47%, inferior à média nacional de 59.5%; a literacia no sexo masculino é de 55% e no sexo feminino é de 38%. 17% da população está abaixo dos 6 anos de idade.